# 信濃國分寺

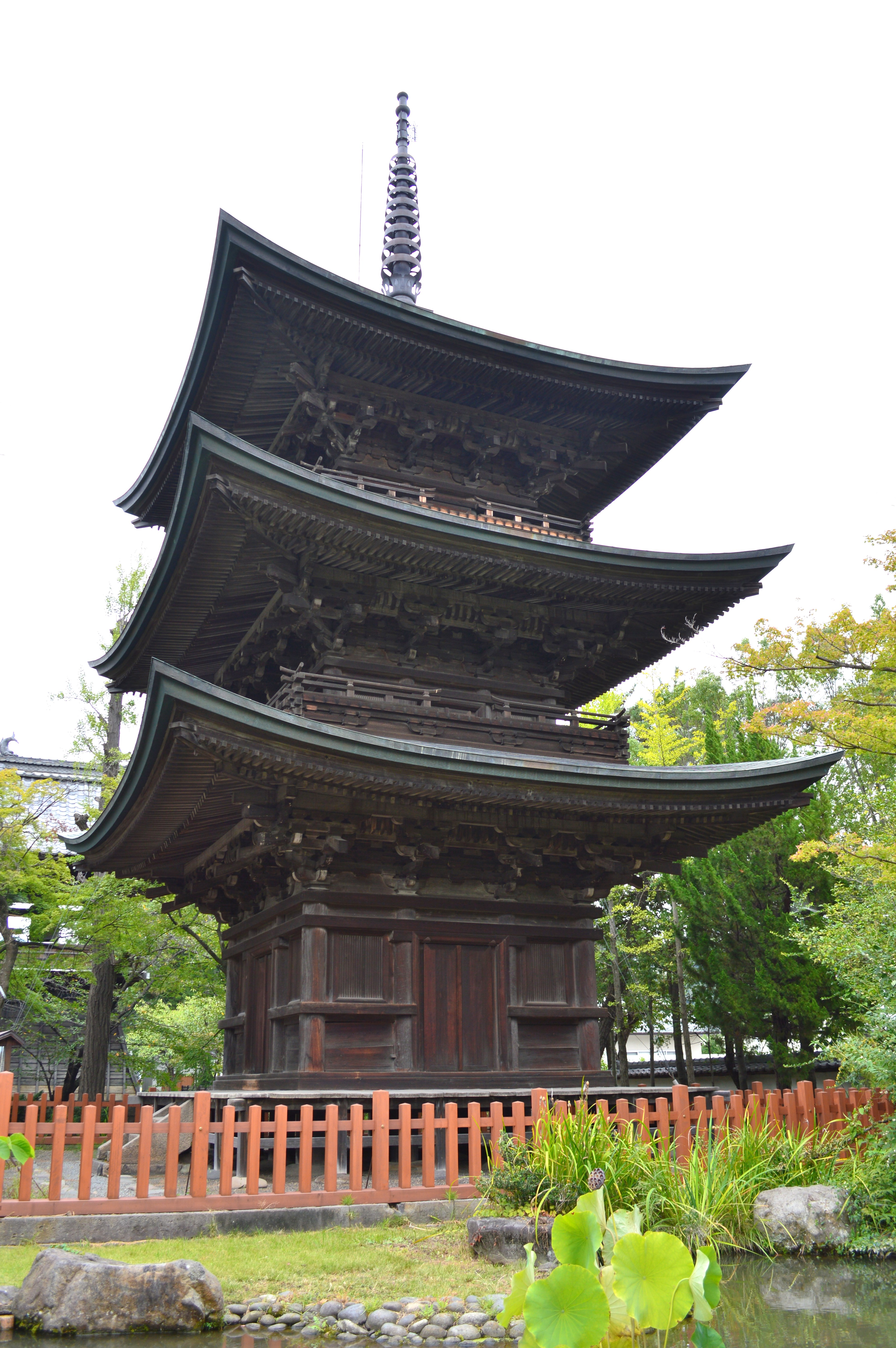

信濃國分寺（しなのこくぶんじ）是位在日本長野縣上田市的天台宗寺院。本尊藥師如來、開基（創立者）為聖武天皇。信濃國分寺是少數國分僧寺和尼寺隣接的寺院。別稱「八日堂」。

## 歷史
天平13年（741年），聖武天皇發布「國分寺建立之詔」，在諸國建立的國分寺之一。

## 關連項目
- 國分寺

## 外部連結
- 信濃國分寺 （页面存档备份，存于）
- 信濃國分寺資料館 （页面存档备份，存于）